# Àrab del Golf
L'àrab del Golf o àrab khaliji (àrab: اللهجة الخليجية, al-lahja al-ẖalijiyya, [ælˈlæhd͡ʒæ l.xæˈliːˌd͡ʒijːæ]) és una varietat de l'àrab estesa per les regions riberenques del Golf Pèrsic i algunes parts de l'interior de la península Aràbiga. És la llengua col·loquial utilitzada a Kuwait, Aràbia Saudita, Bahrain, Qatar, Emirats Àrabs Units, Oman i el sud-est de l'Iran. Lingüísticament es considera proper a l'àrab najdí.
Dins de l'àrab del Golf, l'àrab bahrainí i l'àrab omaní presenten les majors diferències en relació amb la intel·ligibilitat mútua, per la qual cosa de vegades són tractats com a modalitats independents.